# Robin Lim
Ibu Robin Lim (Ft. Huachuca, 24 novembre 1956) è una scrittrice, poetessa e ostetrica statunitense.
Fondatrice e direttrice esecutiva in Indonesia della clinica Yayasan Bumi Sehat, sostiene un'ostetricia basata sull'amore.

## Biografia
Robin Lim è nata nel 1956 nello stato americano dello Iowa, figlia di una complessa genealogia filippino-cinese-tedesco-irlandese. È poi vissuta nel New Jersey e per alcuni periodi a Okinawa (Giappone), Bagujo (Filippine), Maui (Hawaii), Puntagorda e Antigua (Canarie), in Belize, a Farfield (California), Parigi, Singapore.
Fino al 1992 ha abitato con i suoi primi quattro figli scrivendo e insegnando poesia.
Ha deciso di diventare ostetrica nel 1991, in seguito a tre lutti dolorosi. Si è diplomata negli Stati Uniti, ed è iscritta al “North American Registry of midwives”.
Nel 1992 si è sposata con un vedovo con due figli: insieme si sono trasferiti a Bali. Qui è nato il loro settimo figlio, a cui si è aggiunta una figlia adottiva.
Ha studiato omeopatia, medicina cinese, fitoterapia. Ha studiato e lavorato fianco a fianco con le levatrici balinesi tradizionali. Da quegli anni incominciano a chiamarla "Ibu" Robin, che in indonesiano significa Madre Robin.
Nel 1994 ha fondato l'associazione no profit Yayasan Bumi Sehat (Bumi sta per terra madre e Sehat significa sano, felice), di cui è direttrice esecutiva. L'associazione non riceve contributi pubblici, ma vive grazie a donazioni da tutto il mondo.
Bumi Sehat è un consultorio per le madri e le famiglie, in cui operano insegnanti, ostetriche, infermiere, medici e volontari internazionali che lottano contro la povertà e la malnutrizione per garantire una gravidanza sana, un parto sereno, un'assistenza affettuosa e competente, un'accoglienza felice del nuovo nato. Difendere i diritti riproduttivi delle donne vuol dire individuare cure sanitarie, progetti educativi e programmi di prevenzione sostenibili e culturalmente appropriati, offrendo un fondamentale luogo di salute per tutte le persone povere della regione che lì possono trovare la massima cura amorevole al momento della nascita.
Subito dopo lo tsunami del 2004 si è recata con il suo team ad Aceh, molto vicino all'epicentro del sisma, quasi completamente distrutto dalle acque, dove il 70% della popolazione è morta in un minuto. Qui ha fondato la seconda clinica Bumi Sehat.
In seguito ha dato risposte tempestive di pronto soccorso ostetrico nel terremoto a Yogyakarta nel maggio 2006, in quello a Padang nel settembre 2009 e nel gennaio 2010 ad Haiti. Qui, a Jacmel, ha fondato la terza clinica Bumi Sehat, oggi interamente gestita da una Ong locale.
Nel portare soccorso in territori devastati dai conflitti e da disastri ambientali, l'intervento di Ibu Robin non è solo ostetricia d'emergenza, ma anche un servizio sanitario gratuito, basato su tre principi forti e semplici: rispetto delle culture, della natura e delle scienze mediche.
Ibu Robin è promotrice di un'idea dell'ostetricia come un'arte basata sull'amore e asserisce che rispettando la nascita si diventa portatori di Pace: "guarire la terra, un bambino alla volta".
Poetessa e scrittrice, ha pubblicato diversi libri, Dopo la nascita del bambino è il primo ad uscire in traduzione italiana (Urra, 2007)

## Premi
- 2006 Premio Internazionale Alexander Langer
- 2011 CNN Hero 2011

## Opere
- Dopo la nascita del bambino (Urra, 2007)
- Il chakra dimenticato. Il libro della placenta. (Macro Edizioni & Uno Editore, 2013)